# Telamona collina
Telamona collina är en insektsart som beskrevs av Walker. Telamona collina ingår i släktet Telamona och familjen hornstritar. Inga underarter finns listade i Catalogue of Life.